# Einar Benediktsson
Einar Benediktsson (Ellidavatn, 31 de octubre de 1864 - Herdisarvik, 12 de enero de 1940), poeta, abogado y empresario islandés. Inició estudios de Derecho en la Universidad de Copenhague, ejerciendo la abogacía al regresar a su país, entre 1898 y 1904. Fue asimismo gobernador del sysla (distrito) de Rangárvalla entre 1904 y 1907. 
Fue un fuerte defensor del uso de los recursos naturales de Islandia, así como un ferviente nacionalista, siendo uno de los impulsores del Landvarnarflokkurinn (1902), un movimiento político afín a la independencia islandesa de Dinamarca. Fue también editor y propietario del Dagskrá, el primer periódico publicado en Islandia (con sede en Reikiavik), de tirada semanal y de efímera existencia (hasta 1899), donde abogó por el empleo público como remedio para el desempleo. Intentó infructuosamente atraer capital extranjero para tratar de modernizar su país, explotando los recursos naturales de Islandia, especialmente la pesca y el potencial geotérmico de la isla, tal como era su anhelo.
Como poeta, puede ser clasificado como neorromántico. Sus poemas más destacados poseen un halo de misticismo y oscuridad, pudiendo apreciarse atisbos de cierto panteísmo, sin destacar en concreto ninguna doctrina religiosa o filosófica. Es el más importante representante islandés de la corriente, destacando sus descripciones de la naturaleza, así como su sensibilidad ante la fuerza y belleza de la misma. Residió fuera de Islandia durante largos periodos, si bien su técnica y estilo, unidos a su amplio vocabulario vernáculo, le permiten ser considerado como uno de los más destacados preservadores del idioma islandés.
También realizó traducciones al islandés de obras poéticas inglesas y estadounidenses, así como la epopeya Peer Gynt de Henrik Ibsen. A su muerte, fue enterrado en el santuario nacional de Islandia, Þingvellir. Sus descendientes viven hoy día en Islandia, Estados Unidos y otros países europeos; entre ellos destaca su tocayo Einar Benediktsson, antiguo embajador islandés en los Estados Unidos.

## Obra
- 1897: Sögur og kvæði (Historias y poemas)
- 1901: Pétur Gautur (Traducción de Peer Gynt, de Henrik Ibsen)
- 1906: Hafblik (Luz del mar, poemas)
- 1913: Hrannir (Olas, poemas)
- 1921: Vogar (Poemas)
- 1930: Hvammar (El valle, poemas)